# صدى البلد
صدى البلد هو موقع إلكتروني إخباري مصري وقناة تلفزيونية مصرية، أنشأ عام 2011، وهو ملك لرجل الأعمال محمد أبو العينين، ويرأس تحرير موقع صدى البلد الكاتب الصحفي طه جبريل، ويقع مقر الموقع الرسمي في حي المهندسين في الجيزة، مصر.

## تردد قنوات صدى البلد
- صدى البلد
- صدى البلد 2
- صدى البلد دراما

| القمر الصناعي     | نايل سات        |
| التردد            | 11823           |
| الاستقطاب         | رأسي            |
| معدل الترميز      | 27500           |
| معامل تصحيح الخطأ | 5/6             |
| الجودة            | قياسية الدقة SD |

## وصلات خارجية
- الموقع الرسمي